# (4357) Corinthe
(4357) Corinthe, désignation internationale (4357) Korinthos, est un astéroïde de la ceinture principale.

## Description
(4357) Corinthe est un astéroïde de la ceinture principale. Il fut découvert par Cornelis Johannes van Houten et Tom Gehrels le 29 septembre 1973 à l'observatoire Palomar. Il présente une orbite caractérisée par un demi-grand axe de 3 UA, une excentricité de 0,067 et une inclinaison de 10,514° par rapport à l'écliptique.
Il fut nommé en hommage à Corinthe, une des plus importantes cités de la Grèce antique.

## Compléments